# Prémio Teen Choice de melhor filme de ação
O Prémio Teen Choice de Melhor Filme – Ação (em inglês: Teen Choice Award for Choice Movie – Action ) é um dos prêmios apresentados anualmente pela FOX. O que se segue é uma lista de filmes vencedores e nomeados ao Teen Choice Awards para tal categoria.
- Os vencedores estão em negrito

## Vencedores e nomeados

### 2000
| Ano  | Vencedor                                     | Nomeados | Ref.        |
| ---- | -------------------------------------------- | --- | ----------- |
| 2003 | The Matrix Reloaded                          | - 8 Mile - Blue Crush - Bulletproof Monk - Daredevil - Drumline - The Lord of the Rings: The Two Towers - X-Men 2                                      | [ 1 ]       |
| 2004 | Harry Potter and the Prisoner of Azkaban     | - The Day After Tomorrow - Hellboy - Kill Bill: Volume 2 - The Lord of the Rings: The Return of the King - The Matrix Revolutions - Troy - Van Helsing | [ 2 ]       |
| 2005 | Star Wars: Episode III – Revenge of the Sith | - The Bourne Supremacy - The Hitchhiker's Guide to the Galaxy - Kingdom of Heaven - Lords of Dogtown - Mr. & Mrs. Smith - National Treasure - Sin City | [ 3 ]       |
| 2006 | Pirates of the Caribbean: Dead Man's Chest   | - King Kong - Mission: Impossible III - Superman Returns - V for Vendetta - X-Men: The Last Stand                                                      | [ 4 ]       |
| 2007 | Pirates of the Caribbean: At World's End     | - 300 - Fantastic Four: Rise of the Silver Surfer - Spider-Man 3 - Transformers                                                                        | [ 5 ] [ 6 ] |
| 2008 | The Chronicles of Narnia: Prince Caspian     | - The Forbidden Kingdom - Indiana Jones and the Kingdom of the Crystal Skull - Iron Man - Speed Racer                                                  | [ 7 ]       |
| 2009 | X-Men Origins: Wolverine                     | - Fast & Furious - Star Trek - Taken - Terminator Salvation                                                                                            | [ 8 ]       |

### 2010
| Ano  | Vencedor               | Nomeados | Refs.         |
| ---- | ---------------------- | --- | ------------- |
| 2010 | Sherlock Holmes        | - G.I. Joe: The Rise of Cobra - Kick-Ass - The Losers - Robin Hood                                                                                | [ 9 ]         |
| 2011 | Fast Five              | - Faster - Scott Pilgrim vs. the World - The Tourist - Unstoppable                                                                                | [ 10 ]        |
| 2012 | Abduction              | - Act of Valor - Mission: Impossible – Ghost Protocol - Red Tails - Sherlock Holmes: A Game of Shadows                                            | [ 11 ]        |
| 2013 | Iron Man 3             | - The Bourne Legacy - The Dark Knight Rises - G.I. Joe: Retaliation - Skyfall                                                                     | [ 12 ]        |
| 2014 | Divergent              | - Edge of Tomorrow - Godzilla - Malévola - The Mortal Instruments: City of Bones                                                                  | [ 13 ]        |
| 2015 | Furious 7              | - The Divergent Series: Insurgent - Kingsman: The Secret Service - The Maze Runner - San Andreas - Tracers                                        | [ 14 ]        |
| 2016 | Deadpool               | - The Divergent Series: Allegiant - In the Heart of the Sea - The Jungle Book - Maze Runner: The Scorch Trials - Spectre                          | [ 15 ] [ 16 ] |
| 2017 | Wonder Woman           | - The Fate of the Furious - Logan - Pirates of the Caribbean: Dead Men Tell No Tales - Transformers: The Last Knight - XXx: Return of Xander Cage | [ 17 ]        |
| 2018 | Avengers: Infinity War | - Justice League - Maze Runner: The Death Cure - Pacific Rim: Uprising - Tomb Raider                                                              | [ 18 ]        |
| 2019 | Avengers: Endgame      | - Ant-Man and the Wasp - Bumblebee - Captain Marvel - Men in Black: International - Spider-Man: Into the Spider-Verse                             | [ 19 ]        |